# Tipula yana
Tipula yana är en tvåvingeart som beskrevs av Alexander 1965. Tipula yana ingår i släktet Tipula och familjen storharkrankar. Inga underarter finns listade i Catalogue of Life.